# نوتو
نوتو (به ایتالیایی: Noto) یک کومونه در ایتالیا است که در استان سیراکوز واقع شده‌است.

## خصوصیات
نوتو ۵۵۰٫۸۶ کیلومترمربع مساحت و ۲۳٬۸۱۶ نفر جمعیت دارد و ۱۵۲ متر بالاتر از سطح دریا واقع شده‌است.

## خواهرخوانده
شهر شهر پومپئی خواهرخواندهٔ نوتو هست.

## نگارخانه

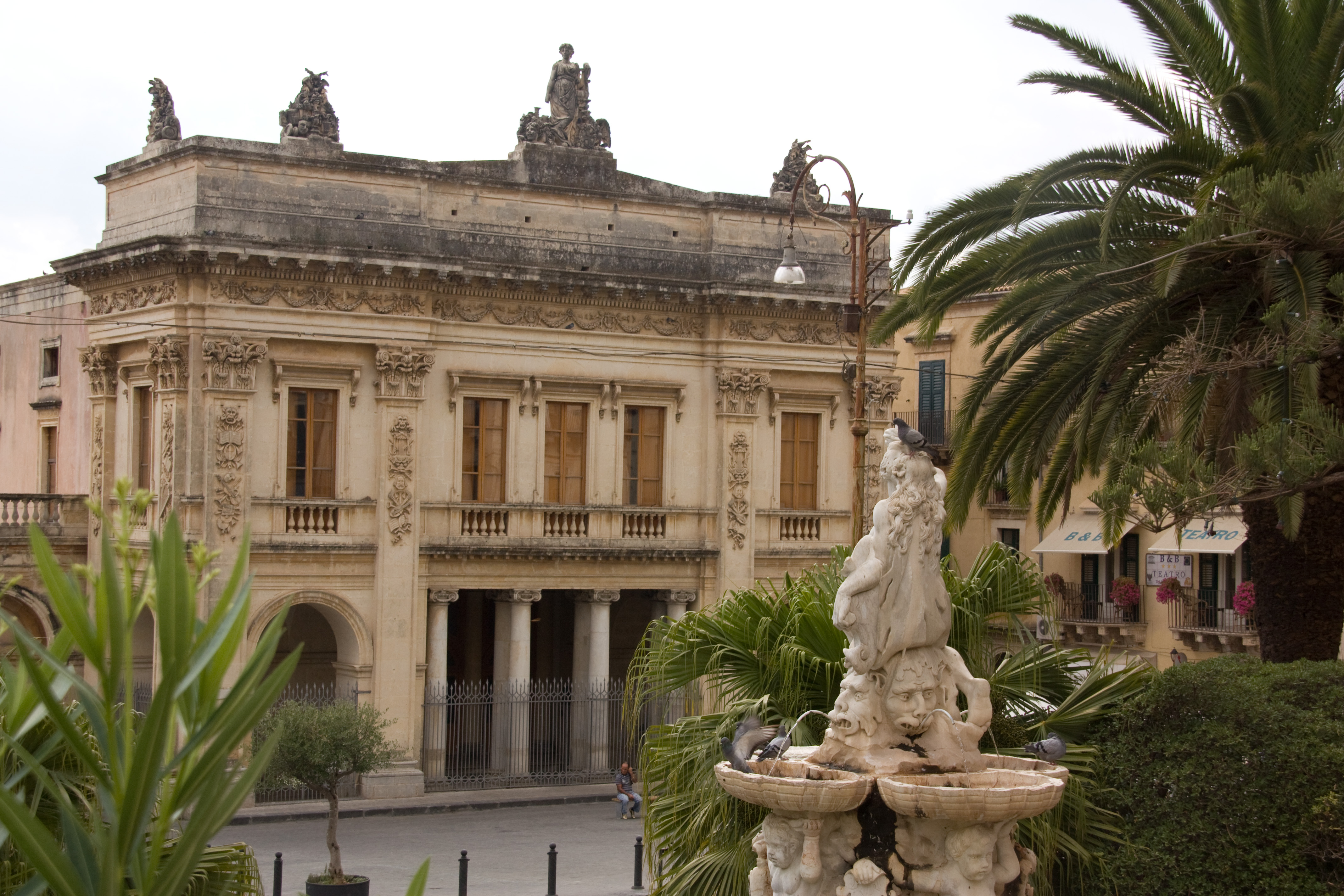
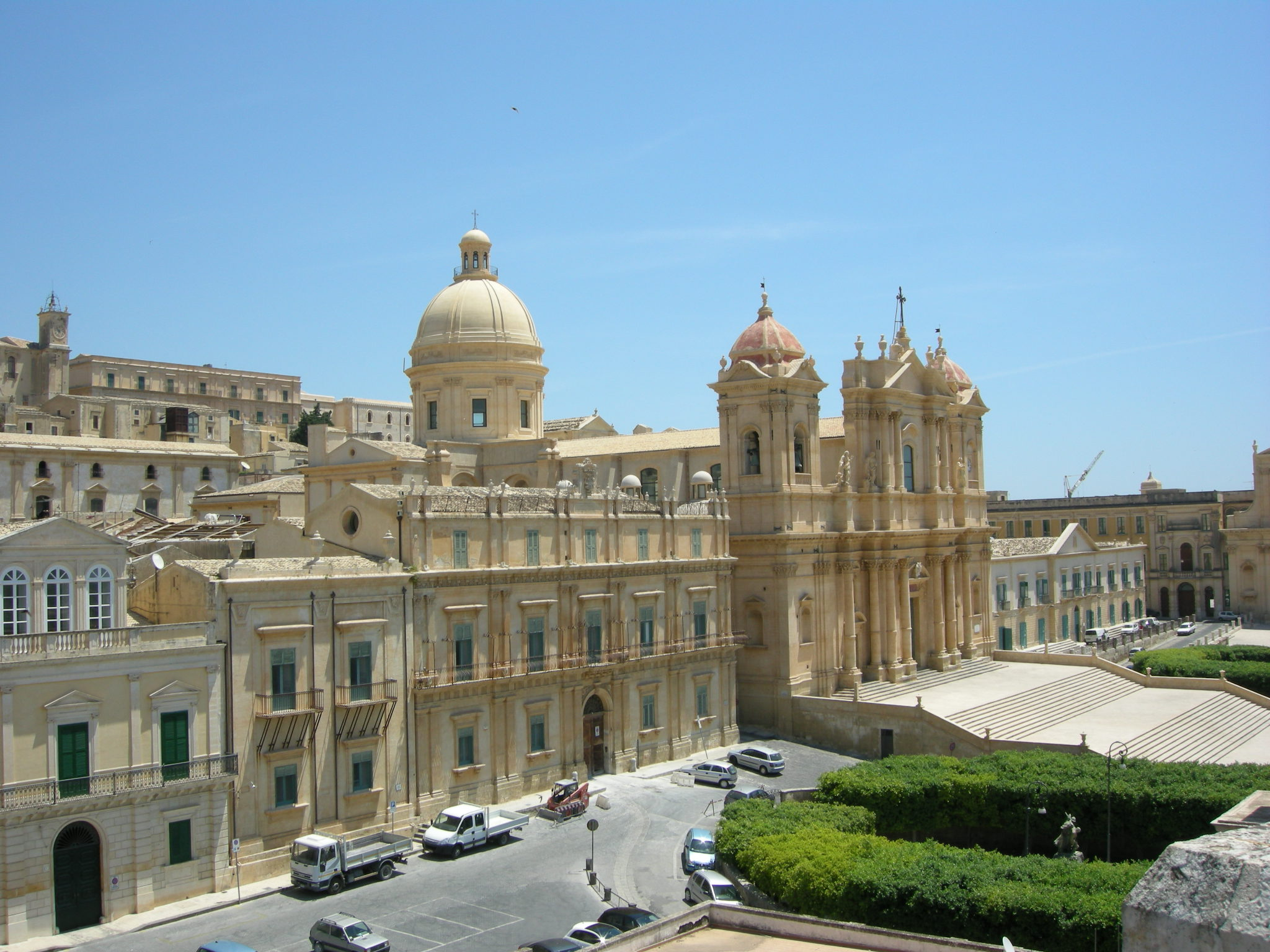
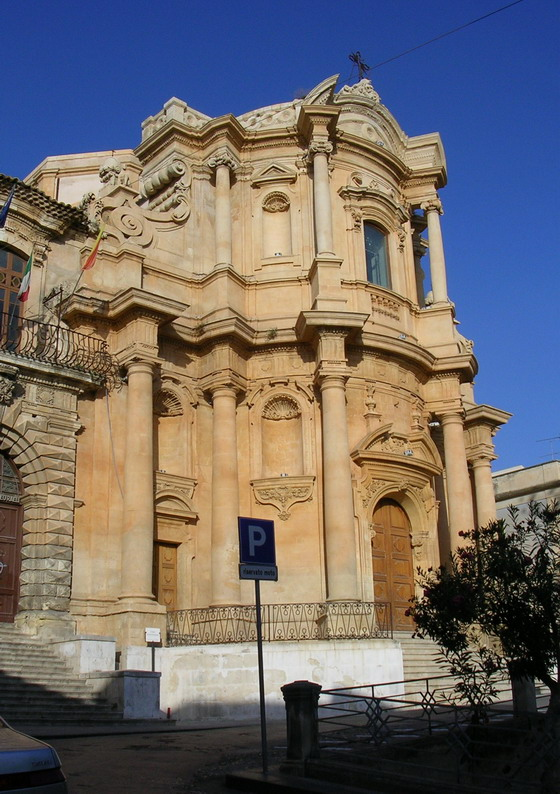
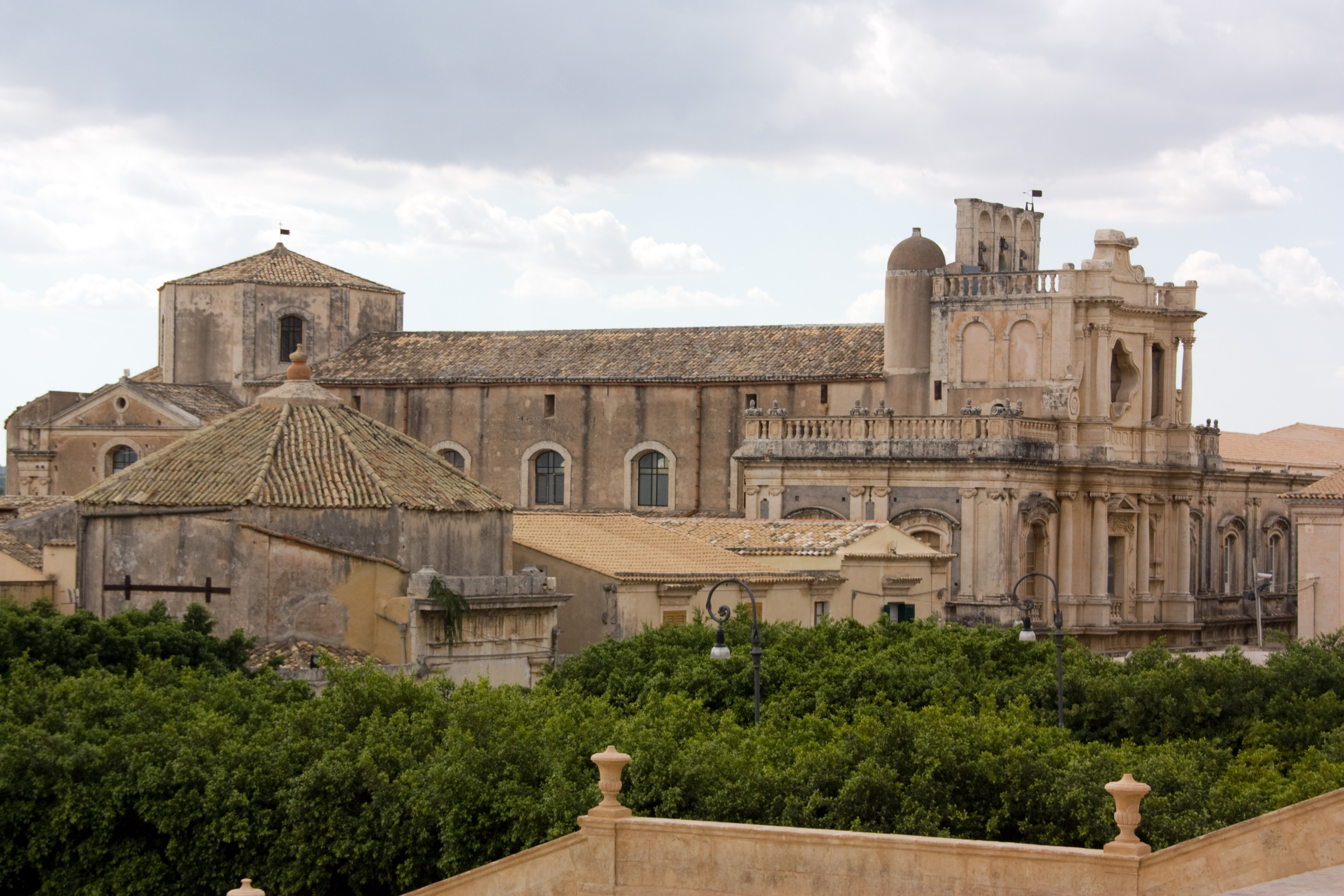
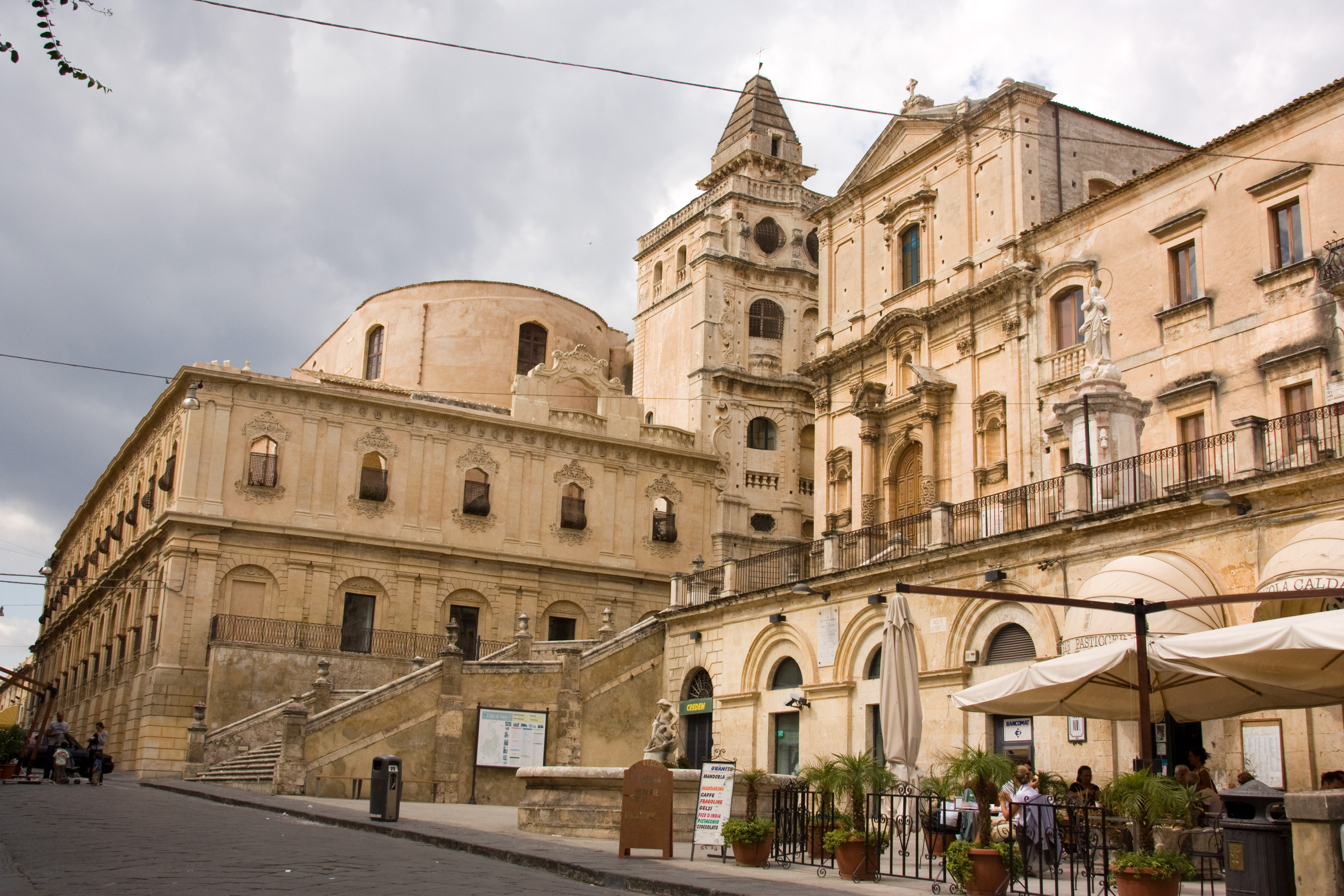
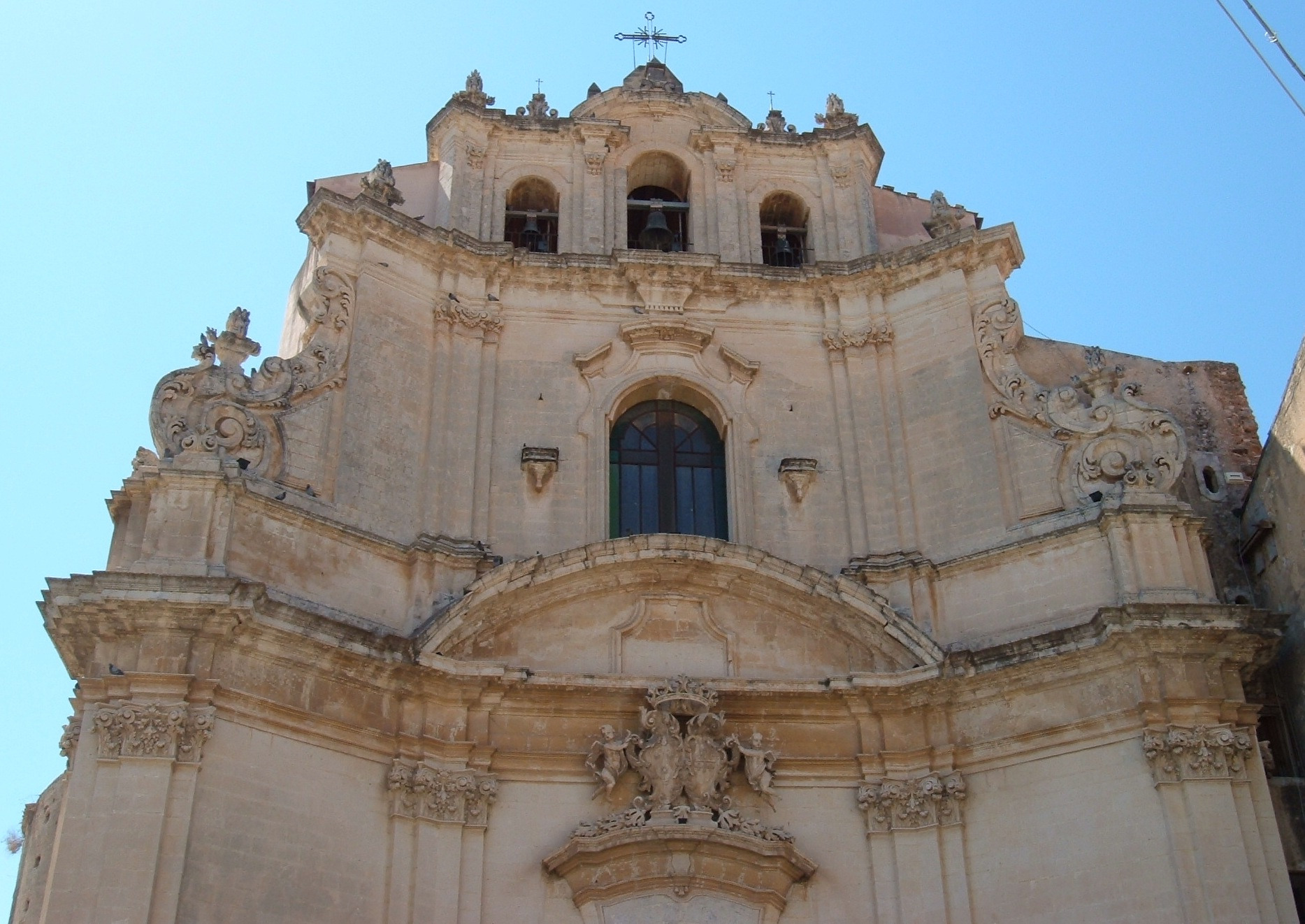
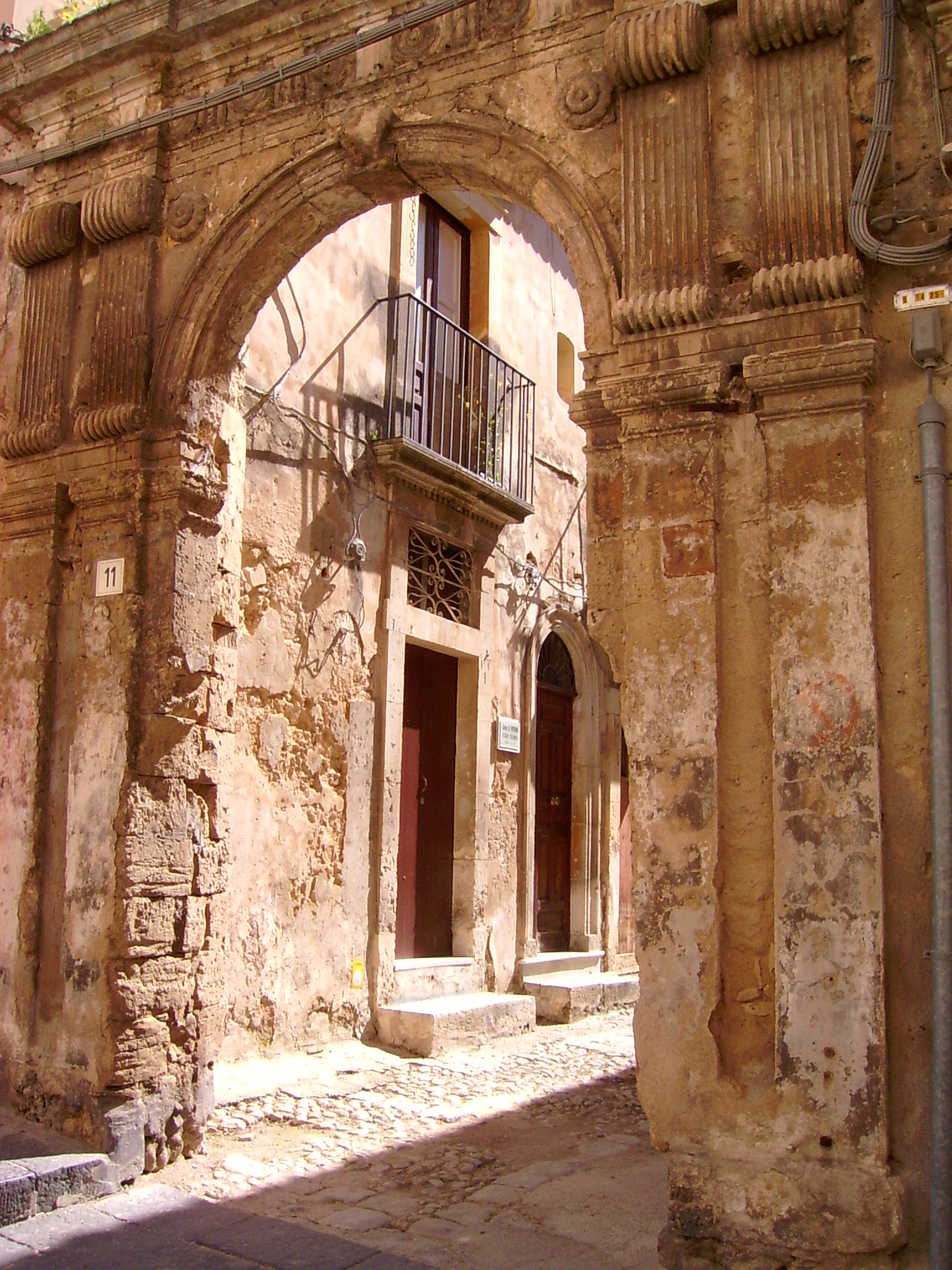
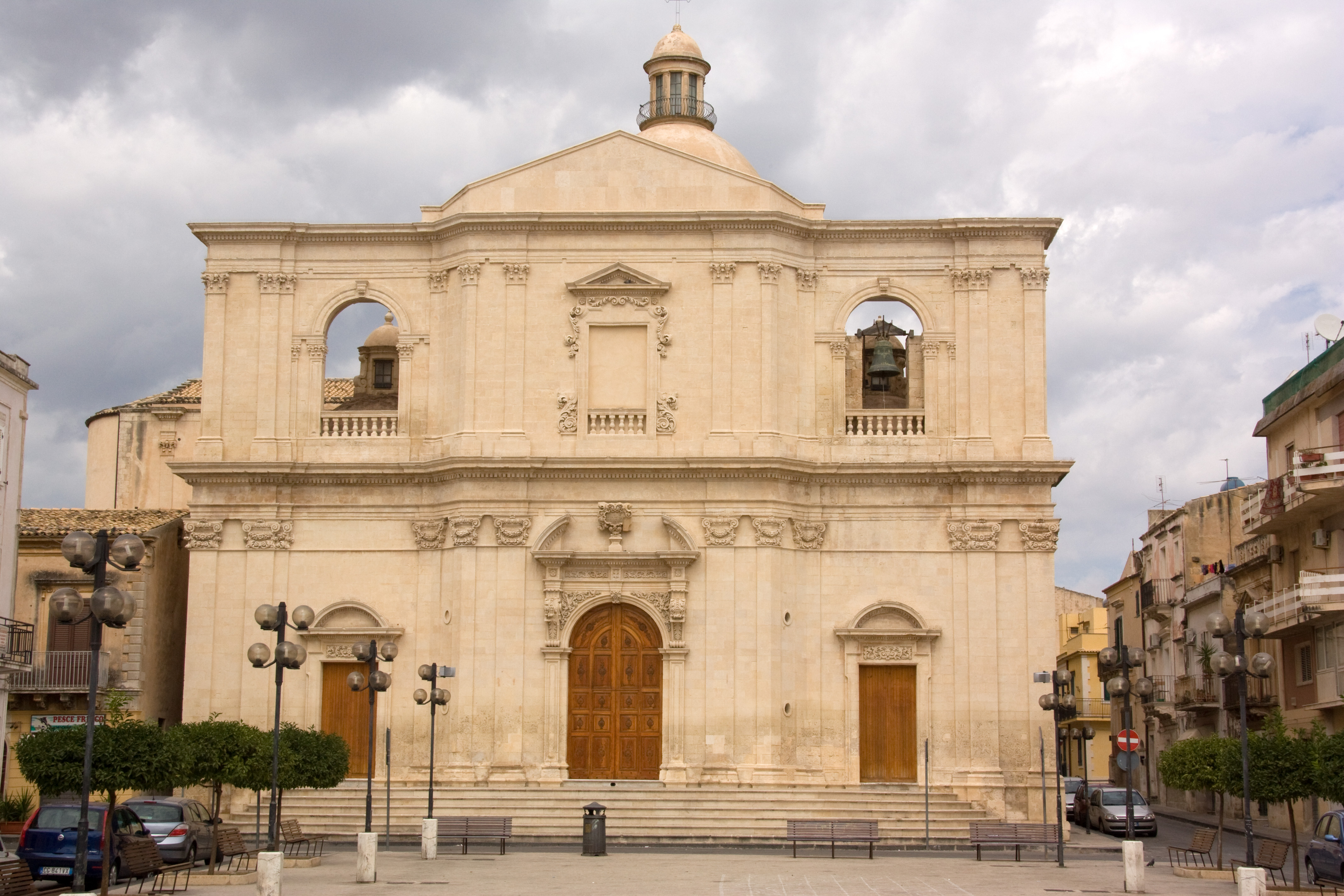
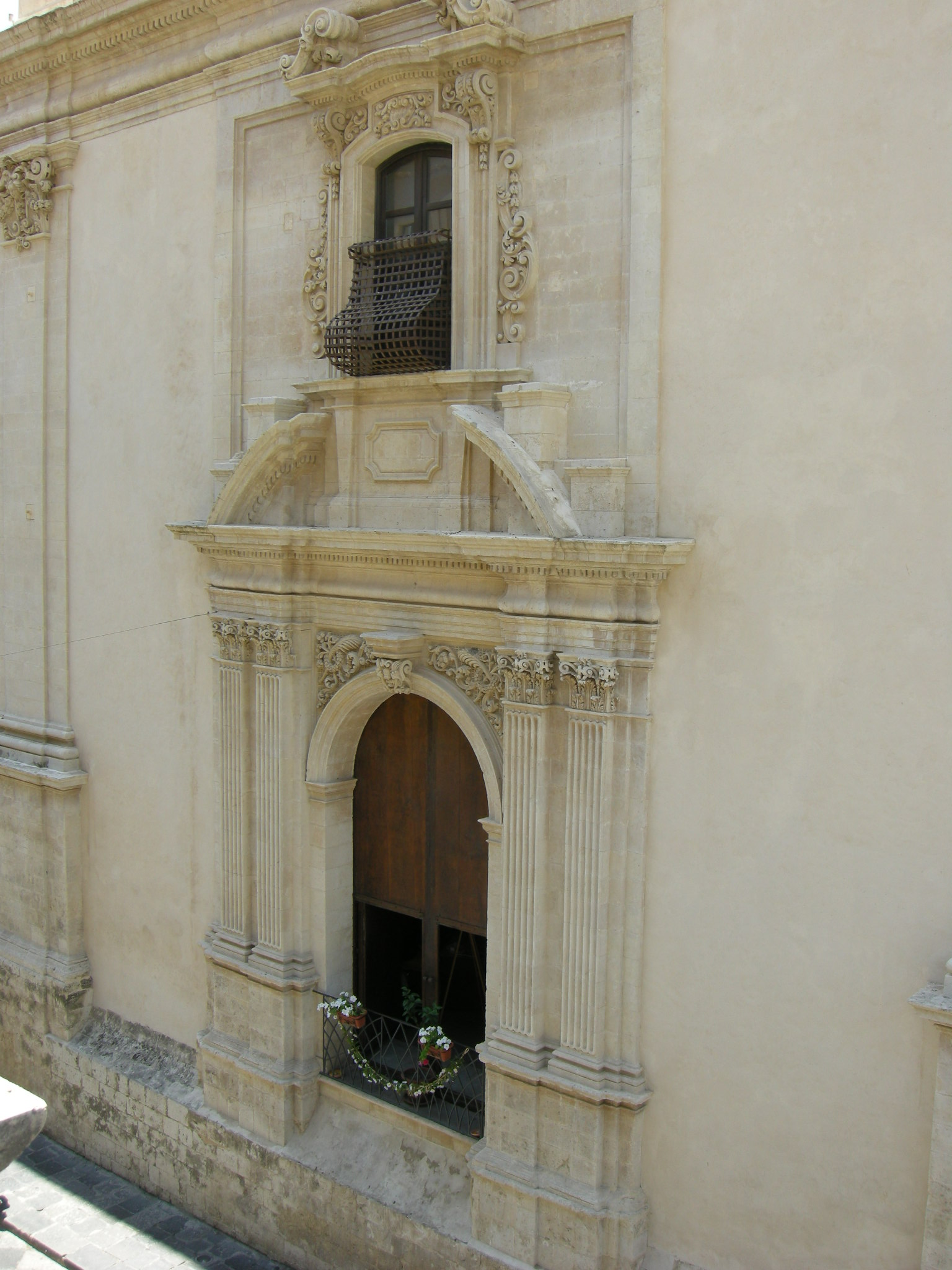
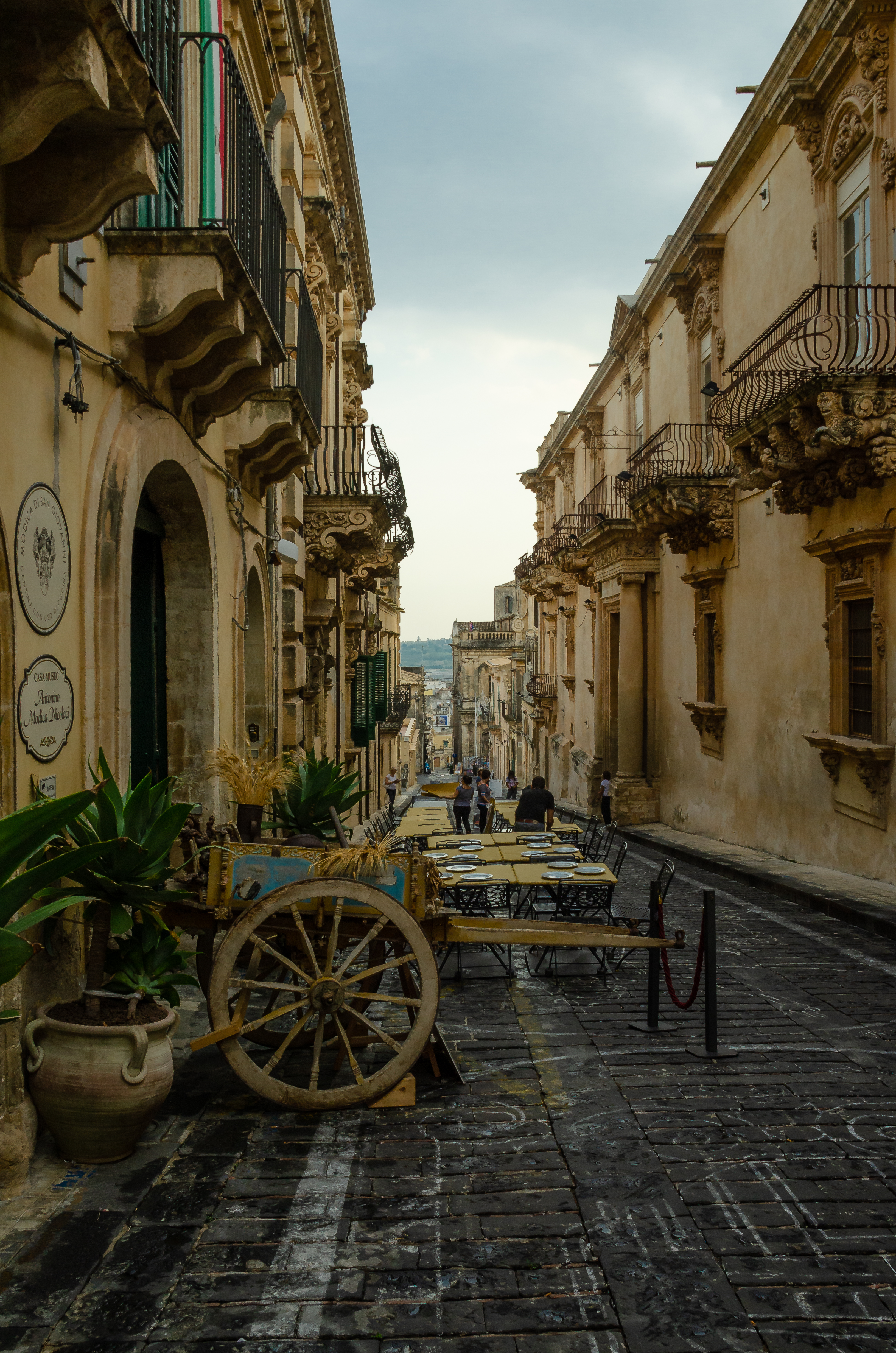